# Sonderkommando Blaich

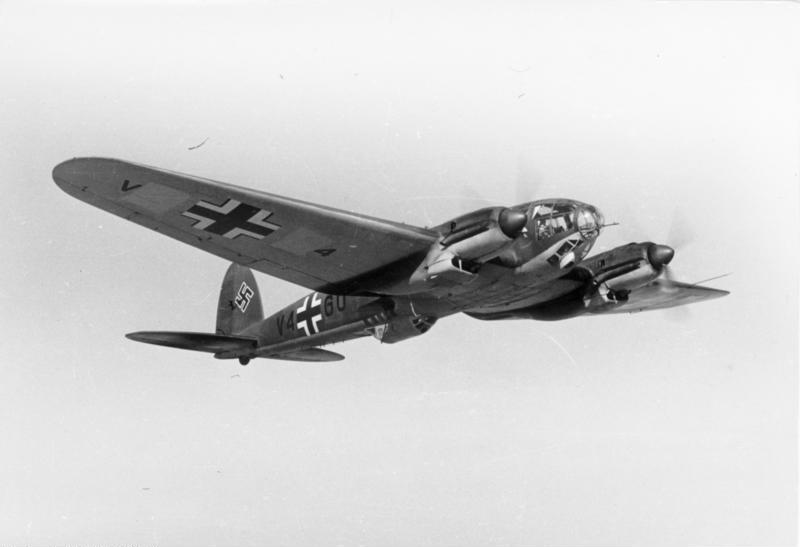
Flugzeug Heinkel He 111

Das Sonderkommando Blaich unter dem Piloten Hauptmann Theo Blaich war eine deutsche Spezialeinheit im Zweiten Weltkrieg, die über eine Heinkel He 111 und eine italienische Savoia SM.81 verfügte. Mit diesen beiden Flugzeugen führte das Kommando im Januar 1942 Langstreckenangriffe auf Ziele in Französisch-Äquatorialafrika insbesondere den Verkehrsknotenpunkt Fort Lamy aus.
Der erste Angriff gegen ein 2010 km von den deutsch-italienischen Stützpunkten in Nordafrika entferntes Ziel war ein Erfolg, aber auf dem Rückflug hatte das deutsche Flugzeug keinen Treibstoff mehr und musste notlanden. Besatzung und Flugzeug wurden eine Woche später geborgen.

## Hintergrund
Der Tschad mit der Hauptstadt Fort Lamy waren seit 1940 unter der Kontrolle der Freien Französischen Streitkräfte und ein wichtiger Stützpunkt für Operationen gegen die Kufra-Oasen sowie ein Versorgungspunkt für die RAF und den SAS auf der Strecke von Takoradi in der Goldküste (heute Ghana) nach Ägypten.
Hauptmann Theo Blaich – ein deutscher Abenteurer und Plantagenbesitzer, der sich 1939 zum Dienst in der Wehrmacht mit seiner eigenen Messerschmitt Bf 108 Taifun gemeldet hatte – erkannte die Bedeutung von Fort Lamy als Wegpunkt auf dem Landverkehrs- und Kommunikationsweg von der Westküste Afrikas nach dem Nil sowie als ein Sammelpunkt für alliierte Operationen. Blaich schlug die Eroberung von Fort Lamy vor, um die südliche Grenze Libyens zu schützen. Als seine Vorschläge in Berlin nicht ernst genommen wurden, schlug er vor, zumindest einen Bombenangriff durchzuführen.
Blaich fand einen interessierteren Befürworter in Erwin Rommel, der der Idee zustimmte und sie an den Fliegerführer Afrika weiterleitete. Das Datum für die Operation wurde auf den 21. Januar 1942 festgesetzt, um Rommels Offensive gegen die britische Verteidigung in El Agheila zu unterstützen.
Blaichs Kommando verließ die Oase Hun am 20. Januar und bestand aus deutschen und italienischen Soldaten und drei Flugzeugen, einer He 111, einer Savoia und Blaichs Taifun. Die folgenden sechs Mitglieder der Gruppe sollten einen Luftangriff durchführen, während die italienische Besatzung ohne ihren Piloten zurückblieb:
- Kapitän Theo Blaich, Pilot der Taifun
- Leutnant Franz Bohnsack, Pilot der He 111
- Oberstabsfeldwebel Heinrich Geissler, Bordingenieur
- Feldwebel Wolfgang Wichmann, Funker
- Leutnant Fritz Dettmann, Kriegsberichterstatter
- Major Ottaviano Graf Vimercati-Sanseverino, Wüstenexperte der italienischen Armee und Pilot der Savoia

Die kleine Gruppe flog zu dem abgelegenen Naturflugplatz Campo Uno im Süden Libyens, der 1935 von Ottaviano Graf Vimercati-Sanseverino entdeckt worden war, als er auf einer Safari dort landete. Er vermaß und markierte später das Gelände, es fehlte jedoch an flugtechnischen Einrichtungen. Zum Zwecke der Versorgung nutzte die kleine Gruppe die Savoia zur Versorgung.

## Einsatz
Die Heinkel He 111 des Kommandos startete am 21. Januar um 08:00 Uhr von Campo Uno, erlebte jedoch entgegen der Wettervorhersage schlechtes Wetter. Das Flugzeug war mit 1000 Gallonen Treibstoff beladen worden und die Versorgung war sorgfältig berechnet worden. Aufgrund des schlechten Wetters verbrauchte das Flugzeug mehr Treibstoff als erwartet.
Gegen Mittag erreichte das Flugzeug den Tschadsee, woraufhin die Navigation trotz des sich verschärfenden Sturms einfacher wurde. Um 14:30 Uhr erreichte das Flugzeug Fort Lamy. In Fort Lamy war keine Luftverteidigung vorhanden, und der Bomber konnte seine 16 Bomben mit zusammen 800 kg Gewicht ungehindert abwerfen. Die französischen Streitkräfte waren zu überrascht, um eine Luftverteidigung zu organisieren, und 80.000 Gallonen Treibstoff sowie die gesamte Ölversorgung wurden zerstört, des Weiteren möglicherweise bis zu zehn Flugzeuge.
Das Flugzeug kehrte unbeschädigt nach Norden zurück, doch die Besatzung konnte nur schwer navigieren. Als die Dunkelheit anbrach, war das Flugzeug fast ohne Treibstoff und die Besatzung war sich bewusst, dass sie nicht in der Lage sein würde, den Weg zurück nach Campo Uno zu finden. Da das Flugzeug eine 100-m-Antenne (Schleppantenne) besaß, die es bei Bedarf ausfahren konnte, fuhr die Besatzung die Antenne aus und sendete ein SOS. Es ging jedoch keine Antwort ein. Schließlich musste das Flugzeug notlanden. Bohnsack konnte das Flugzeug ohne Schaden landen und die Besatzung versuchte zum vereinbarten Zeitpunkt erfolglos, den Luftwaffenstützpunkt in Agedabia in Libyen zu kontaktieren. Die Besatzung verfügte noch über Vorräte für sechs Tage.
Nach zwei Tagen an ihrem Landeplatz, vermutlich 190 km von Campo Uno entfernt, konnte die Besatzung Kontakt mit dem deutschen Hauptquartier aufnehmen.
Am 27. Januar wurde die gestrandete Besatzung von einem italienischen Aufklärungsflugzeug (Caproni Ca.309 Ghibli) entdeckt, das sie wieder mit Nahrung und Wasser versorgte. Am folgenden Tag brachte ein Junkers-52-Transportflugzeug Treibstoff aus Agedabia, nachdem es zu einer unbefugten Suche nach Blaichs verschwundenem Kommando aufgebrochen war, und Flugzeug und Besatzung konnten nach Campo Uno zurückkehren.

## Nachwirkungen
Der Angriff auf Fort Lamy verursachte nur geringe Schäden an Anlagen und leichte Verluste, zerstörte jedoch die lebenswichtigen Treibstoffvorräte, obwohl vielfältige Anstrengungen unternommen wurden diese zu retten. Es reduzierte die verfügbaren Vorräte für die Freien Französischen Streitkräfte und die RAF in der Region um die Hälfte. Der Angriff veranlasste den französischen General Philippe Leclerc, die Luftabwehr in Fort Lamy zu verstärken und gegen die italienischen Streitkräfte in der Region Fezzan vorzugehen.
Blaich und sein Sonderkommando setzten ihre Operationen gegen die britische Long Range Desert Group in der ersten Hälfte des Jahres 1942 fort. Im Juni 1942 stürzte der Heinkel-Bomber der Einheit in der Nähe von Kufra nach einem Motorschaden ab, was das Ende der Operationen des Sonderkommandos bedeutete, auch wenn die Besatzung vier Tage später gerettet wurde.